# Carpococcyx
Carpococcyx är ett fågelsläkte i familjen gökar inom ordningen gökfåglar med endast tre arter som alla förekommer i Sydostasien:
- Sumatramarkgök (C. viridis)
- Borneomarkgök (C. radiceus)
- Korallnäbbad markgök (C. renauldi)

Arterna är inte nära släkt med markgökarna i Neomorphus.